# Philamlife Tower
Le Philamlife Tower est un gratte-ciel d'environ 200 mètres construit en 1999 à Makati aux Philippines.